# Cansanção
Cansanção là một đô thị thuộc bang Bahia, Brasil. Đô thị này có diện tích 1319,495 km², dân số năm 2007 là 32912 người, mật độ 24,94 người/km².